# Augustus Siebe
Augustus Siebe (* 1788 in Sachsen; † 15. April 1872 in London) war als preußischer bzw. sächsischer Teilnehmer von Wellingtons Streitmacht gegen Napoleon nach 1815 nach England gekommen. Er ließ sich schließlich als Techniker / Ingenieur im Londoner Stadtteil Soho nieder. Mit der von ihm gegründeten Firma Siebe-Gorman entwickelte er die ersten Helmtauchanzüge:
1819 – Entwicklung des offenen Taucherhelms. Die Luft entweicht unter dem Schulterstück bzw. der Anzugweste ins Wasser. Letztendlich eine Weiterentwicklung der klassischen Taucherglocke. Bückt sich der Taucher oder unterbleibt die Luftversorgung, läuft der Helm voller Wasser.
1838 – Entwicklung des geschlossenen Taucherhelms. Der bis auf die Hände wasserdichte Anzug ist am Schulterstück oder direkt am Helm mit diesem verbunden. Bleigewichte für Brust und Rücken sowie Bleischuhe ergänzen die Ausrüstung.
Die neue Ausrüstung wurde 1839 erstmals für ein größeres Unternehmen eingesetzt. Bei Bergearbeiten am 1782 in der Schifffahrtsstraße vor Spithead gesunkenen Kriegsschiff Royal George leisteten die Taucher ihrer Majestät Pionierarbeit. Die Arbeiten endeten nach sechsjähriger Tätigkeit mit der Sprengung des in 20 Metern Tiefe gelegenen Wracks. Bis dahin hatten 32 Taucher unter 5 Offizieren am Wrack gearbeitet und unter anderem ein Admiralsschwert geborgen. Das „Zwei-Mann-Prinzip“ der Taucherei von heute entstammt den Arbeiten an der „Royal George“.
Der Taucher William Walker arbeitete mit einem Gerät dieser Art 1906–1911 an bzw. unter dem Fundament der Winchester Cathedral. Für seine Arbeiten, die eine Absicherung von Teilen des Fundaments erst möglich machten, erhielt er eine königliche Auszeichnung. Eine Büste erinnert in der Kathedrale bis heute an ihn.
Unzureichende tauchphysikalische und tauchmedizinische Kenntnisse dieser Zeit und weitere lokale Fehler sorgten mit der zunehmenden Verbreitung der Helmtaucherei für eine zunächst erschreckend hohe Unfallziffer unter den Schwammtauchern des Mittelmeers.
Die Helmtauchausrüstung ist mit Änderungen und Modernisierungen bis heute verbreitet und bildet den Grundpfeiler der Entwicklung der heutigen Taucherei.
Nach der Entwicklung der Helmtauchausrüstung produzierte Siebe-Gorman auch einige frühe Kreislaufgeräte und Tauchausrüstung für die britische Marine. Bald nach dem Zweiten Weltkrieg orientierte sich die Firma neu und erweiterte ihre Produktpalette. Seit 1999 gehört Siebe nicht mehr zum Firmennamen als es sich mit der britischen BTR plc zusammenschloss und der Name des neuen Unternehmens in „Invensys“ geändert wurde.
Das Wohn- und Geschäftshaus aus dem Jahre 1680, in dem Siebe von 1830 bis zu seinem Tod lebte und arbeitete, in der Denmark Street No 5, WC 2, in Camden Town in London, ist inzwischen mit der Blue Plaque ausgezeichnet worden.

## Museale Rezeption
Im Wiener Heeresgeschichtlichen Museum ist ein vollständig erhaltenes Tauchsystem Siebe-Gorman, bestehend aus dem Taucherhelm, dem Anzug mit Bleigewichten und der handbetriebenen Luftpumpe, ausgestellt. Das System wurde ab 1910 bei der k.u.k. Kriegsmarine für Arbeiten unter Wasser eingesetzt.